# Часничниця сирійська
Часничниця сирійська (Pelobates syriacus) — вид земноводних з роду Часничниця родини Часничницеві. Отруйна амфібія.

## Опис
Загальна довжина досягає 9 см. Лоб гладенький, без опуклості між очима. Плавальні перетинки між пальцями задніх кінцівок розвинені слабко. Внутрішній п'ятковий горбик жовтуватий. Шкіра гладенька, з невеликими горбками.
Зверху забарвлення коливається від світло-сірого до коричневого кольору, з оливковими плямами різного розміру і форми, нечіткими краями. Горбки на шкірі можуть бути мати червонуваті тони. Черево цієї амфібії світло-сіре.

## Спосіб життя
Полюбляє місцини з посушливим кліматом до напівпустель. Трапляється у ставках, канавах, глибоких ямах з водою, поблизу невеликих постійних водойм, по берегах річок. Воліє м'які ґрунти, глинясті, по долинах річок проникає навіть у кам'янисту напівпустелю передгір'їв. Зустрічається на узбережжі Каспійського моря на піщаних дюнах і біля них. У гори піднімається до висоти 1935 м над рівнем моря (на Балканах до 500 м). У водоймах тримається тільки в період розмноження. Веде доволі прихований спосіб життя. Велику частину часу (18—19 годин протягом доби) проводить, зарившись у ґрунт на глибину 10—25 см, в норах гризунів, під камінням або корінням дерев. При ритті часничниця використовує свої великі лопатисті п'яткові горби. Активна вночі.
Харчується комахами, переважно жуками і прямокрилими, молюсками, дощовими хробаками та іншими наземними безхребетними. Пуголовки споживають водорості і частини рослин.
На зимівлю йде у вересні — на початку листопада при температурі повітря близько 7-8°С. Зимують на суші, зазвичай поодинці, зарившись у ґрунт на глибину 40—70 см, а також під каменями або в корінні дерев, зрідка може зимувати у водоймах.
Після зимівлі з'являються у другій декаді березня при температурі повітря 6-8°С. У період парування на плечах самців розвивається овальна заліза. Як місця розмноження тварини воліють використовувати великі постійні водойми (озера, очеретяні болота). Ікрометання триває близько 10—15 діб, з другої половини — кінця березня до середини квітня, в горах в травні, при температурі води 13-15°С.
Нерест самиці може тривати від 10 хвилин до 2,5 годин. Ікра з'являється у вигляді двох багаторядних тяжів довжиною до 3 м, які прикріплюються до водних рослин або відкладаються на дно водойми, якщо рослин немає. Ікринки в шнурах розташовуються неправильними рядками. Плодючість самиць коливається від 1800 до 5,5-6,5 тисяч ікринок.
Ембріональний розвиток проходить за 7 днів. Личинки розвиваються 65—85 діб, іноді зимують. Вони особливо активні вдень, менше вночі, дуже обережні. Пуголовки досягають великих розмірів до 165 мм (в Європі до 205 мм). Сеголетки довжиною тулуба 33—35 мм з'являються, починаючи з середини червня, від водойми далеко не відходять.

## Поширення
Ареал охоплює Балканський півострів на північ до Сербії, Македонії та Румунії (до дельти Дунаю вздовж Чорного моря), Передню Азію до Ізраїлю на півдні й Ірану на сході. Також поширена у Грузії, Вірменії, Азербайджані, Дагестані (Російська Федерація).